# U + Ur Hand
"U + Ur Hand" (у преводу, Ти и твоја рука) је трећи сингл са албума певачице Пинк, I'm Not Dead. Ова песма је била једна од пет које су доспеле на интернет јула 2005. U + Ur Hand изненађујуће личи на песму 4ever групе The Veronicas. Обе песме је написао Макс Мартин и имају исти темпо. У имејлу са њеног званичног сајта, јасно је стављено до знања да ће овај сингл бити издат у Европи и одређеним другим земљама (као што је Канада) 28. августа. 16. октобра биће издата у Сједињеним Државама.
Назив песме је референца на човека који мастурбира пошто је отишао кући после изласка, па отуда и текст песме из рефрена: "It's just you and your hand tonight" ("Ноћас сте само ти и твоја рука").

## Списак песама
- CD сингл

- CD макси сингл

## Музички спот
је снимила спотове и за "U + Ur Hand" и за "Stupid Girls", али је одлучила да овај други објави као први сингл. Пинк је изјавила да је у овом споту била "гламурознија" и да јој је требало "четири сата шминкања и један сат снимања за сваки од различитих изгледа у споту". Спот за "U + Ur Hand" је доживео премијеру на канадској MuchMusic мрежи 18. јула 2006. Спот је у Европи пуштен крајем августа.

## Успеси на листама
| Листе (2006) | Врх |
| ------------ | --- |
|              | 3   |
|              | 6   |
|              | 8   |
|              | 11  |
|              | 13  |
|              | 13  |
|              | 15  |
|              | 31  |
|              | -   |